# Morihiro Saito
Morihiro Saito (斉藤 守弘 Saitō Morihiro), född 31 mars 1928, död 13 maj 2002, var en japansk instruktör inom kampkonsten aikido.
Efter att ha tränat en del andra kampkonster började Morihiro Saito 1946 träna för aikidons grundare Morihei Ueshiba. Saito fick ett särskilt ansvar för undervisningen i vapentekniker i orten Iwama redan under grundarens tid och tog över ansvaret för undervisningslokalen (dojon) efter dennes död. Många anser att Morihiro Saito var den aikidoutövare som har studerat längst tid direkt under grundaren, och själv upplevde han som sin uppgift att föra grundarens aikido vidare i ursprunglig form. Särskilt betonades riai, sambandet mellan tekniker med och utan vapen. Flera svenska aikidoutövare, som Ulf Evenås, Lars Göran Andersson och Takeji Tomita, har under längre tid studerat för Saito. Den aikidostil som Saito förmedlade kallas ofta Iwama Ryu eller, numera, Takemusu aikido.